# كفر الشاويشية
قرية كفر الشاويشية هي إحدى القرى التابعة لمركز الزقازيق في محافظة الشرقية في جمهورية مصر العربية. حسب إحصاءات سنة 2006، بلغ إجمالي السكان في كفر الشاويشية 1588 نسمة، منهم 829 رجل و759 امرأة.